# 장하란
장하란은 대한민국의 배우이다.

## 출연작

### 영화
- 《히스테리아》 (2018년)
- 《범죄의 여왕》 (2016년) - 영남 (403호 부인) 역
- 《울보》 (2016년) - 쉼터선생님 역
- 《트라우마》 (2015년) - 민정 역
- 《은하해방전선》 (2007년) - 녹음 은진 역
- 《친절한 금자씨》 (2005년) - 세현 누나 역

### 드라마
- 《졸업》 (2024년, tvN)
- 《봄밤》 (2019년, MBC) - 식당 주인 역
- 《동네변호사 조들호 2: 죄와 벌》 (2019년, KBS2) - 국종희 역

## 수상
- 2010년 제31회 서울연극제 신인연기상